# You Haven't Seen the Last of Me
You Haven't Seen the Last of Me è un singolo della cantante e attrice statunitense Cher, pubblicato negli Stati Uniti il 24 novbre 2010 come singolo promozionale per il film Burlesque.

## Descrizione
Scritto da Diane Warren e prodotto da Matt Serletic e Mark Taylor, You Haven't Seen the Last of Me è una power ballad.

## Successo commerciale
Al momento della sua uscita, il singolo è stato ben accolto dalla maggior parte dei critici musicali contemporanei, che ha elogiato il ritorno di Cher, così come la composizione del brano. Esso ha ottenuto un Golden Globe come "migliore canzone originale" ai Golden Globe Awards del 2011 ed è stato candidato ai Grammy Awards. Il 20 gennaio 2011, il brano ha raggiunto la posizione numero 1 della classifica Hot Dance Club di Billboard, rendendo Cher l'unica artista ad avere un singolo numero 1 in una classifica di Billboard in ciascuno degli ultimi sei decenni. Dal suo lancio, You Haven't Seen the Last of Me è stata reinterpretata da James Franco e CeCe Frey.
Il brano è anche presente nella versione deluxe statunitense dell'album Closer to the Truth, mentre nel resto del mondo è presente nella versione standard.

## Classifiche
| Classifica (2011)                    | Posizione Massima |
| ------------------------------------ | ----------------- |
| Stati Uniti Hot Dance Club Billboard | 1                 |

| Classifica (2013) | Posizione Massima |
| ----------------- | ----------------- |
| Australia         | 91                |